# Lía García
Lía García (La Novia Sirena) (Ciudad de México, 24 de enero de 1989) es una performer, artista, pedagoga, escritora, poeta, activista feminista y defensora de los derechos humanos de las personas transgénero mexicanas.
Su trabajo dentro del ámbito del performance es de carácter pedagógico-artístico, al cual le llama Encuentros Afectivos, que consisten en una serie de performances pedagógicas que suceden en el espacio público y que retoman el ritual, los afectos y las emociones como armas activistas y puentes de comunicación con el entorno. El uso de los arquetipos de la feminidad es un hecho crucial de estos encuentros. Con ellos se desprenden de su actual investigación: Tiempo de vals 1, 2, 3.... Como la experiencia del cuerpo transgénero en un encuentro pedagógico-afectivo. En estos años la artista incorpora temas en torno a los cuerpos en estado de migración, tras una serie de performance en los que potencializa las estrategias pedagógicas de la ternura.

## Biografía
Realizó estudios en pedagogía artística en la Universidad Nacional Autónoma de México (UNAM). Mujer transgénero cofundadora de la Red de Juventudes Trans México en 2016 junto con Jessica Marjane, desde la red se dedica a difundir trabajo activista desde los feminismos y promoción de derechos humanos de jóvenes trans, para dar a conocer de qué manera se viven las transiciones de género hoy en día en la Ciudad de México, además de construir diálogos intergeneracionales entre activistas de distintas áreas.En 2019, junto a Canuto Roldán, fundó el archivo de literatura infantil Trans Mariquita. Su trabajo como intérprete y pedagoga se ha presentado en el Octubre Trans Barcelona, en la Universidad de las Artes de Berlín, Universidad de Chile, Facultad de Teatro, El Galpón Perú, Universidad de Texas en Austin y en el Festival Internacional por la Diversidad Sexual (FIDS México) en 2010.
Ha laborado en el Programa Universitario de Estudios de Género de la Universidad Nacional Autónoma de México (UNAM) y en la institución Ayuda y Solidaridad con las Niñas de la Calle I.A.P.

### Obra y pedagogía
Su obra refleja su experiencia como mujer trans afromexicana y va dirigida principalmente a las infancias. Es un intento de sanar en lo personal, pero encontrando una manera de ayudar a quienes necesitan entender lo que pasa con sus cuerpos y la identidad de género.
Uno de sus proyectos de Encuentros Afectivos, se divide en 3 facetas:
1. Puede besar a la novia. Con el uso del arquetipo de la novia le interesa compartir el compromiso social como mujer trans, la manera en que se construyen redes con las personas que se encuentran a su alrededor y con quienes comparte su vida desde que inició su transición de género.
2. Mis XXy años. Parte del uso del arquetipo de la Quinceañera y el ritual de la celebración. Trata de la celebración colectiva de su transición como hecho político y plataforma de comunicación afectiva con el entorno construido por un eje machista; y analiza los alcances de una celebración trans.
3. Voz en construcción. Se centra en el tema de las políticas de la voz y su construcción en personas transgénero, a través del uso del arquetipo de la sirena y el mito en la Odisea; el canto prohibido de estos seres mitológicos representa la voz y sus efectos en el espacio público como hecho de visibilización política y a la vez de riesgo.

Los Encuentros Afectivos suceden cuando interviene la ciudad y diversos espacios con múltiples públicos, por medio de estos arquetipos festivos, producto de la fantasía y el deseo, en donde comunica el tema de la diversidad sexual de manera lúdica, afectiva y retomando discursos como el de la ternura radical de La Pocha Nostra, el artivismo de Mónica Mayer y la política feminista de los afectos y los cuidados de Megan Boler. Le interesa reflexionar en su transición como la transición colectiva de género, ya que no solo se trata de su cambio, sino del cambio de todas aquellas personas que son parte de estos espacios.
En 2019, se presentó en la Feria Internacional del Libro Infantil y Juvenil, donde realizó un performance leyendo El niñe desayune , un cuento de su autoría, mientras se encontraba dentro de una piscina inflable vestida de sirena. 

## Libros
| Año  | Título                                            | Editorial                                | Notas                  |
| ---- | ------------------------------------------------- | ---------------------------------------- | ---------------------- |
| 2025 | Perra Mala 666. Poesía desde el micrófono abierto | U-Tópicas Editorial                      | Recopilación de poesía |
| 2021 | El cubreboquitas que no quería tapar boquitas     | Asociación por las Infancias Transgénero |                        |
| 2020 | El Mitote de Los Virus Sin Corona                 |                                          |                        |
| 2020 | Pan de Mia                                        |                                          |                        |
| 2020 | La señorona cuarentena                            |                                          | Formato e-book         |
| 2020 | Careta, caretita                                  | Asociación por las Infancias Transgénero |                        |